# 春日井市立東野小学校
春日井市立東野小学校（かすがいしりつ ひがしのしょうがっこう）は、愛知県春日井市にある公立小学校。

## 概要
- 創立は、1979年（昭和54年）4月
- 校章の由来は、落合池の桜で二重に囲み、広がりや伸びを表わす。校名の文字は古い中国の書体で末長い発展を願ったもの。
- 教育目標は、『明るく健康な子（元気）』、『思いやりのある子（親切）』、『よく学び、よく働く子（勤勉）』、『礼儀正しく、きまりを守る子（規律）』

## 学校区
下原町、東野町3 - 7丁目、東野町西3丁目、東山町

## 交通案内
- 東海旅客鉄道（JR東海）中央本線春日井駅下車
  - 名鉄バス 大池住宅前行下原口下車 東50m